# Myrcia lucida
Myrcia lucida är en myrtenväxtart som beskrevs av Mcvaugh. Myrcia lucida ingår i släktet Myrcia och familjen myrtenväxter.

## Underarter
Arten delas in i följande underarter:
- M. l. attenuata
- M. l. lucida